# Структура Повітряних сил України

Емблема Повітряних сил України

Повітряні сили України підпорядковуються командуванню повітряних сил. Повітряний простір України поділяється на чотири військово- повітряні зони та один окремий військово-повітряний район, межами яких є умовні вертикальні поверхні, що проходять по лінії державного кордону України на суші, морі, річках, озерах, інших водоймах та по прямих лініях між визначеними географічними точками з урахуванням повітряного простору над тимчасово окупованою територією України, які є районом відповідальності повітряних командувань «Захід», «Центр», «Схід» та «Південь». Також військові частини поділяються за родами авіації та родами військ.

## Повітряні командування

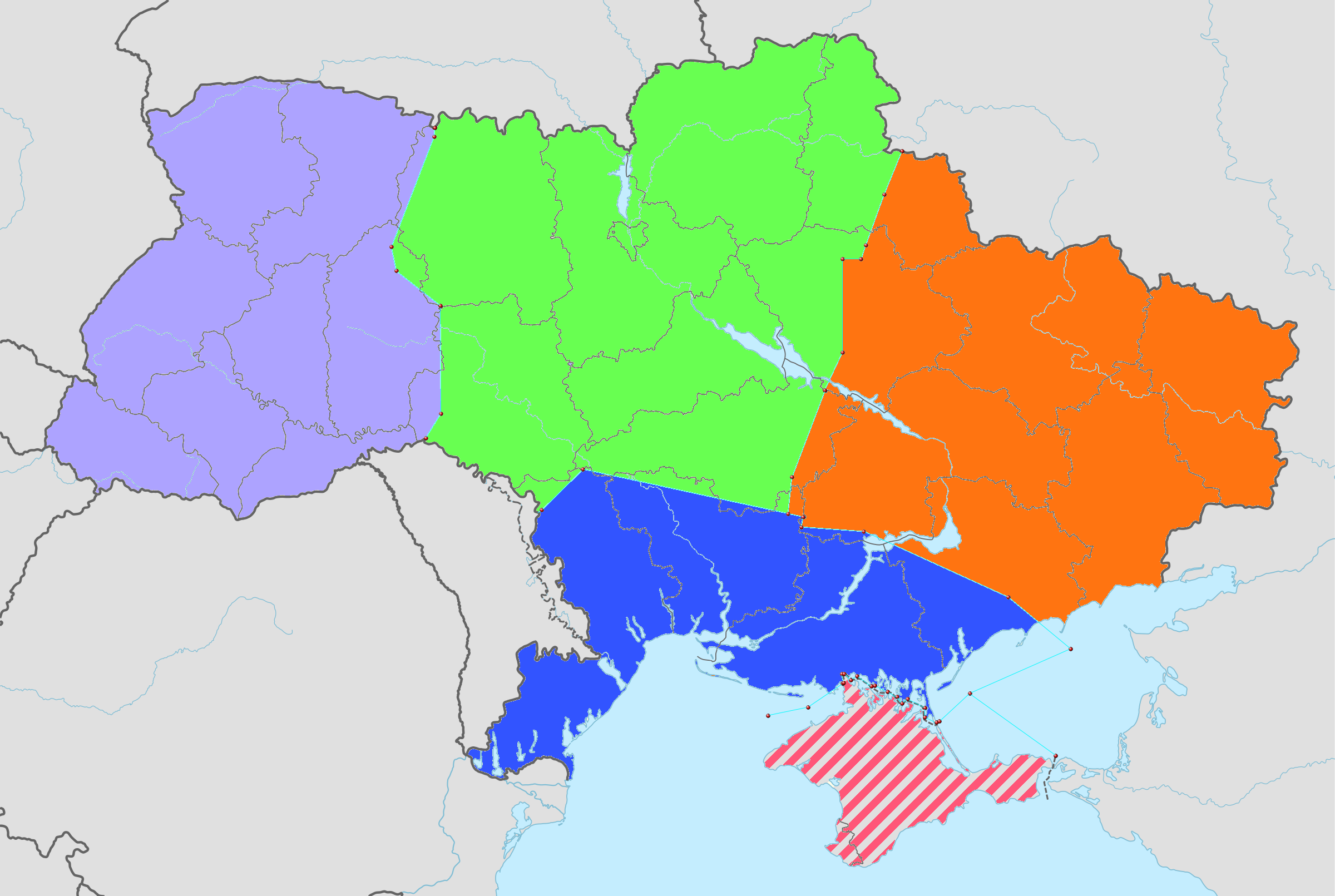
Повітряні командування ПС ЗСУ
Повітряне командування «Захід»
Повітряне командування «Центр»
Повітряне командування «Південь»
Повітряне командування «Схід»
Особливий повітряний район

- Командування повітряних сил України в/ч А0215, м. Вінниця
- Командування підготовки Повітряних Сил[3]
- Командування логістики Повітряних Сил[3]
- Операційне командування Повітряних Сил

м. Вінниця

### Повітряне командування «Захід»(в/ч А0780, м.Львів)
- управління
- 193 центр управління та оповіщення
- 11 комендатура охорони та обслуговування
- 114 бригада тактичної авіації (винищувальна)
- 204 бригада тактичної авіації (винищувальна)
- 11 зенітний ракетний полк
- 223 зенітний ракетний полк
- 540 зенітний ракетний полк
- 1 радіотехнічна бригада
- 76 окремий полк зв'язку і управління
- 17 окремий батальйон радіоелектронної боротьби
- 8 авіаційна комендатура
- 25 авіаційна комендатура
- 108 авіаційна комендатура
- частини забезпечення

### Повітряне командування «Центр»(в/ч А0820, м.Васильків)
- управління
- 192 центр управління та оповіщення
- 77 комендатура охорони та обслуговування
- 39 бригада тактичної авіації (винищувальна)
- 40 бригада тактичної авіації (винищувальна)
- 831 бригада тактичної авіації (винищувальна)
- 96 зенітна ракетна бригада
- 156 зенітний ракетний полк
- 138 радіотехнічна бригада
- 31 окремий полк зв'язку і управління
- 21 авіаційна комендатура
- 110 авіаційна комендатура
- 112 авіаційна комендатура
- 215 авіаційна комендатура (А2673, Пирятин)[4]
- частини забезпечення

### Повітряне командування «Південь»(в/ч А0800, м.Одеса)
- управління
- 195 центр управління та оповіщення
- 297 комендатура охорони та обслуговування
- 160 зенітна ракетна бригада
- 201 зенітна ракетна бригада
- 208 зенітна ракетна бригада
- 14 радіотехнічна бригада
- 43 окремий полк зв'язку і управління
- 1194 батальйон радіоелектронної боротьби
- 15 авіаційна комендатура
- 18 авіаційна комендатура
- частини забезпечення

### Повітряне командування «Схід»(м.Дніпро)
- управління
- 196 центр управління та оповіщення
- 46 комендатура охорони та обслуговування
- 138 зенітна ракетна бригада
- 225 зенітний ракетний полк
- 301 зенітний ракетний полк
- 302 зенітний ракетний полк
- 164 радіотехнічна бригада
- 57 окремий полк зв'язку і управління
- 85 авіаційна комендатура
- частини забезпечення

Окремий військово-повітряний район — від точки в морі 46°28'00" північної широти та 36°54'00" східної довготи, далі по державному кордону України з Російською Федерацією в Азовському морі, Керченській протоці, далі по зовнішній межі територіального моря України у Чорному морі до точки в морі 45°54'30" північної широти та 33°07'30" східної довготи, далі до найближчої точки адміністративної межі між Херсонською областю та Автономною Республікою Крим, далі по адміністративній межі між Херсонською областю та Автономною Республікою Крим до точки в морі 45°46'30" північної широти та 35°00'30" східної довготи, далі по прямій лінії до точки в морі 46°02'30" північної широти та 35°27'00" східної довготи, далі по зовнішній межі прибережних морських вод Азовського моря шириною 12 морських миль, відлічуваних від лінії найбільшого відпливу як на материку, так і на островах, що належать Україні, до точки в морі 46°28'00" північної широти та 36°54'00" східної довготи.

### Частини безпосереднього підпорядкування
Тактична авіація
- 7 бригада тактичної авіації (бомбардувально-розвідувальна)
- 299 бригада тактичної авіації (штурмова)
- 383 окрема бригада безпілотних авіаційних комплексів
- Зведена стрілецька бригада Повітряних Сил

Транспортна авіація
- 15 бригада транспортної авіації
- 25 бригада транспортної авіації
- 456 бригада транспортної авіації

інші частини
- Командний центр повітряних сил в/ч А0535, м. Вінниця
- 230-та окрема база забезпечення А0549, м. Вінниця
- 9 пункт управління та контролю системою зв'язку та радіотехнічної розвідки
- 19 окрема бригада радіо- і радіотехнічної розвідки особливого призначення
- 40 центр забезпечення спеціального зв'язку
- 41 командно-розвідувальний центр
- 43 центр управління пошуково-рятувального забезпечення польотів авіації ЗСУ
- 85 центр дальньої радіонавігації
- 101 окремий полк зв'язку і управління
- 182 об'єднаний інформаційно-телекомунікаційний вузол
- 204 вузол комплексного технічного контролю

Навчальні заклади та частини
- Харківський національний університет Повітряних Сил імені Івана Кожедуба м. Харків
  - 203 навчальна авіаційна бригада
  - Військовий коледж сержантського складу
  - 38 об'єднаний навчальний центр А0704, м. Васильків Київської області[5]
- 41 навчально-тренувальний центр Повітряних Сил А2682, с. Данилівка Київської області
- Державний науково-випробувальний центр Збройних сил України А4444, м. Чернігів, смт. Гончарівськ Чернігівської області
- Миколаївський спеціалізований центр бойової підготовки авіаційних фахівців Збройних Сил України А2488, м. Миколаїв
- Інші військові частини безпосереднього підпорядкування

## Військові частини за родами військ

### Бойова авіація
- 7 бригада тактичної авіації (бомбардувально-розвідувальна) імені Петра Франка (Су-24М, Су-24МР) А2502, м. Старокостянтнинів Хмельницької області
- 39 бригада тактичної авіації (винищувальна) (Су-27), А1435, смт. Озерне Житомирської області
- 40 бригада тактичної авіації (винищувальна) (МіГ-29) А1789, м. Васильків Київської області
- 114 бригада тактичної авіації (винищувальна) (МіГ-29) А1349, м. Івано-Франківськ
- 203 навчальна авіаційна бригада (Ан-26, Л-39, Мі-8) А4104, м. Чугуїв Харківської області
- 204 Севастопольська бригада тактичної авіації (винищувальна) (МіГ-29) А0959 (А4515), м. Луцьк Волинська область
- 299 бригада тактичної авіації (штурмова) імені генерал-лейтенанта Василя Нікіфорова (Су-25) А4465, м. Миколаїв (Кульбакине)
- 831 бригада тактичної авіації (винищувальна) (Су-27) А1356, м. Миргород Полтавської області
- 383-тя окрема бригада безпілотних авіаційних комплексів (Ту-141, Ту-143, Bayraktar TB2) А3808, м. Хмельницький

### Транспортна авіація
- 15 бригада транспортної авіації імені авіаконструктора Олега Антонова (Ан-24/26, Ан-30, Ту-134, Мі-8/9) А2215, м. Бориспиль Київської області
- 25 бригада транспортної авіації (Ан-26, Іл-76МД) А3840, м. Мелітополь Запорізької області
- 456 бригада транспортної авіації імені Дмитра Майбороди (Ан-24/26, Мі-8/9) А1231, с. Гавришівка Вінницької області

### Зенітні ракетні війська
- 11 зенітний ракетний полк (9К37 Бук-М1) А3730, м. Шепетівка Хмельницької області
- 14 зенітний ракетний полк
- 96 зенітна ракетна бригада (75Р6 С-300ПС) А2860, с. Данилівка Київської області
- 138 зенітна ракетна бригада (75Р6 С-300ПС/70Р6 С–300ПТ) А4608, м. Дніпро
- 156 зенітний ракетний полк (9К37 Бук-М1) А1402, м. Золотоноша Черкаської області
- 160 зенітна ракетна бригада (75Р6 С-300ПС) А2800, с. Жовтнева Революція Біляївського району Одеської області
- 201 зенітна ракетна бригада (75Р6 С-300ПС/9К81 С300В1) А2183, м. Первомайськ Миколаївської області
- 208 зенітна ракетна бригада (75Р6 С-300ПС/70Р6 С–300ПТ) А1836, м. Херсон
- 210 зенітний ракетний полк
- 223 зенітний ракетний полк (9К37 Бук-М1) А2847, м. Стрий Львівської області
- 225 зенітний ракетний полк А4717, Полтавська область
- 301 зенітний ракетний полк (75Р6 С-300ПС) А0593, м. Нікополь Дніпропетровської області
- 302 зенітний ракетний полк (70Р6 С–300ПТ), А1215, м. Харків
- 540 зенітний ракетний полк (75Р6 С-300ПС/70Р6 С–300ПТ) А4623, м. Кам'янка-Бузька Львівської області

### Радіотехнічні війська
- 1 радіотехнічна бригада А4324, смт. Липники Львівської області
- 14 радіотехнічна бригада А1620, м. Одеса
- 19 окрема бригада радіо- і радіотехнічної розвідки особливого призначення А3767, с. Галицинове Миколаївського району Миколаївської області
  -  8-й окремий батальйон радіо і радіотехнічної розвідки і радіоелектронної боротьби (8 ОБРіРТРіРЕБ)[6][a]
- 138 радіотехнічна бригада А1880, м. Васильків Київської області
- 164 радіотехнічна бригада А1451, м. Харків

### Війська зв'язку
- 31 окремий полк зв'язку та радіотехнічного забезпечення А0799, м. Київ
- 43 окремий полк зв'язку і управління А2171, м. Одеса
- 57 окремий полк зв'язку і управління А0000, м. Дніпро
- 76 окремий полк зв'язку та радіотехнічного забезпечення А2166, смт. Липники Львівської області
- 101 окремий полк зв'язку і управління А2656, м. Вінниця
- 182 об'єднаний інформаційно-телекомунікаційний вузол А1660, м. Вінниця

### Війська радіоелектронної боротьби
- 17 окремий батальйон радіоелектронної боротьби А1267, м. Коломия Івано-Франківської області
- 1194 окремий батальйон радіоелектронної боротьби А2709, м. Первомайськ Миколаївської області
- 2204 окремий батальйон радіоелектронної боротьби А3020, м. Васильків Київської області

### Інженерні війська
- 28 окремий інженерно-аеродромний батальйон А3406, м. Миколаїв
- 352 окремий інженерно-аеродромний батальйон А1538, м. Хмельницький

## Інші військові частини
- 649-й авіаційний склад ракетного озброєння і боєприпасів (в/ч А3013 Грузевиця)[7]
- 331-й авіаційний склад ракетного озброєння і боєприпасів (в/ч А2053 Озерне Житомирської області, розформовано 2011)[8]

- Бази (арсенали) зберігання озброєння та техніки, інші частини забезпечення (установи)

Авіаційні комендатури
- 8-ма авіаційна комендатура - м. Львів
- 108-ма авіаційна комендатура - м. Коломия, Івано-Франківська область
- 15-та авіаційна комендатура - с. Мартинівське, Вознесенський р-н, Миколаївська область
- 18-та авіаційна комендатура - м. Одеса
- 85-та авіаційна комендатура - м. Краматорськ, Донецька область
- 21-ша авіаційна комендатура - м. Кропивницький (передислокована з АРК)
- 110-та авіаційна комендатура - м. Умань, Черкаська область
- 112-та авіаційна комендатура - смт Озерне, Житомирська область (може не бути, оскільки в Озерному в 2018 році відтворено бригаду тактичної авіації).

Також до складу спеціальних військ входять військові частини і підрозділи - розвідувальні, інженерні, радіаційного, хімічного та біологічного захисту, радіотехнічного забезпечення, радіоелектронної боротьби, метеорологічного забезпечення, частини матеріально-технічного і медичного забезпечення та інші.

## Втрачені в Криму
- Тактична група «Крим» (в/ч А2355, м. Севастополь)
- 204-та Севастопольська бригада тактичної авіації імені Олександра Покришкіна (в/ч А4515, м. Севастополь (Бельбек)) (МіГ-29С/УБ, L- 39).
- 50-й гвардійський зенітний ракетний Севастопольсько-Феодосійський полк (в/ч А4489, Автономна республіка Крим, м. Феодосія (мис Іллі)) 2 ЗРДН С- 300ПС.
- 55-й зенітний ракетний полк ( 514-й озрдн в/ч А4521 ; 515-й озрдн в/ч А4523 ; 518-й озрдн в/ч А4524) (в/ч А4519, Автономна республіка Крим, м. Євпаторія) 3 озрдн «Бук - М1»
- 174-та зенітна ракетна бригада (в/ч А3009, м. Севастополь (Дергачі)) 3 ЗРДН С-300ПС.
- 40-ва окрема радіотехнічна Кримська бригада (в/ч А1656, м. Севастополь (Любимівка))
  - (251-й ортб в/ч А2255, м. Севастополь ( Бельбек)).
  - (257-й ортб в/ч А1554 ( 348 -й ПНА) Автономна республіка Крим, м. Ялта ( Ай- петрі)).
  - (262-й ортб в/ч А0883 ( 259 -й ПНА) Автономна республіка Крим, м. Керч).
  - (549-та орлр в/ч А1051, м. Севастополь ( Фіолент)).
  - (727-ма орлр в/ч А1138, Автономна республіка Крим, м. Судак ( Меганом)).
  - (729-та орлр в/ч А1133, Автономна республіка Крим, м. Феодосія).
  - (740-ва орлр в/ч А0801, Автономна республіка Крим, Ялтинський р- н, с. Обвальний).
  - (469 орлр в/ч А0879, Автономна республіка Крим, м. Євпаторія).
  - (Н-ська орлр в/ч А1863 (260-й ПНА) Автономна республіка Крим, смт Чорноморське (Тарханкут)).
  - (Н-ська орлр в/ч А1397, Автономна республіка Крим, м. Алушта (Костель))
- 21-ша авіаційна комендатура (в/ч А1387, Автономна республіка Крим, м. Джанкой)
- Н-ський окремий центр радіо та радіотехнічної розвідки (в/ч А2708, Автономна республіка Крим, м. Євпаторія)
- 168-й державний авіаційний науково-випробувальний центр (в/ч А0156 (830 ДНІП), Автономна республіка Крим, м. Феодосія ( Кіровський))

## Хронологія

### 1992
Авіація ППО
| Назва                                                       | Базування   | Озброєння          | Зауваження                                                                   |
| ----------------------------------------------------------- | ----------- | ------------------ | ---------------------------------------------------------------------------- |
| 8-ма окрема армія протиповітряної оборони                   |             |                    |                                                                              |
| 62-й винищувальний авіаційний полк ППО імені 50-ліття ВЛКСМ | Бельбек     | 35 Су-15ТМ         | Переформований у 204 бригаду тактичної авіації                               |
| 146-й гвардійський винищувальний авіаційний полк ППО        | Васильків   | 41 МіГ-25ПД/ПДС/ПУ | Розформовано 1993 року.                                                      |
| 179-й винищувальний авіаційний полк ППО                     | Стрий       | 43 МіГ-23МЛД       | Розформовано 1996 року.                                                      |
| 636-й винищувальний авіаційний полк ППО                     | Краматорськ | 35 Су-15ТМ         | Переформований в авіаескадрилью в 1995 році. Розформовано 1 січня 1997 року. |
| 737-й винищувальний авіаційний полк ППО                     | Арциз       | 36 МіГ-23МЛД       | Розформовано 1998 року.                                                      |
| 894-й винищувальний авіаційний полк ППО                     | Озерне      | 38 МіГ-23МЛД       | Переформовано у 39 окрему ескадрилью тактичної авіації                       |
| 933-й винищувальний авіаційний полк ППО                     | Дніпро      | 40 МіГ-25П/ПД/ПДС  | Розформовано 1996 року.                                                      |

24-та повітряна армія ВГК (Південно-Західний ТВД), Вінниця
| Назва                                                   | Базування        | Озброєння                              | Зауваження                                                                                          |
| ------------------------------------------------------- | ---------------- | -------------------------------------- | --------------------------------------------------------------------------------------------------- |
| 7-й бомбардувальний авіаційний полк                     | Старокостянтинів | 29 Су-24М                              | |
| 85-й гвардійський винищувальний авіаційний полк         | Старокостянтинів | 26 МіГ-29                              | Розформовано 2003 року.                                                                             |
| 101-й окремий полк зв'язку                              | Вінниця          |                                        | |
| 118-й окремий авіаційний полк радіоелектронної боротьби | Чортків          | ~30 Як-28ПП                            | Розформовано 1994 року. Літаки були передані на базу зберігання та утилізації авіатехніки в Овручі. |
| 168-й винищувальний авіаційний полк                     | Старокостянтинів | 42 МіГ-23МЛД                           | Розформовано.                                                                                       |
| 230-й бомбардувальний авіаційний полк                   | Черляни          | 30 Су-24М                              | |
| 456-й окремий гвардійський змішаний авіаційний полк     | Вінниця          | Ан-12, Ан-24, Ан-26, Іл-22, Мі-6, Мі-8 | На озброєнні знаходився повітряний командний пункт Іл-22М-11.                                       |
| 511-й окремий розвідувальний авіаційний полк            | Буялик           | 23 Су-24МР                             | Розформовано 2003 року. Літаки порізані на брухт.                                                   |
| 727-й гвардійський бомбардувальний авіаційний полк      | Канатове         | 30 Су-24М                              | Розформовано 2004 року.                                                                             |
| 831-й винищувальний авіаційний полк                     | Миргород         | 40 Су-27                               | |

5-та повітряна армія, Одеський військовий округ
| Назва                                                   | Базування   | Озброєння                        | Зауваження                         |
| ------------------------------------------------------- | ----------- | -------------------------------- | ---------------------------------- |
| 43-й окремий полк зв'язку й автоматизованого управління | Одеса       |                                  |                                    |
| 112-та окрема змішана авіаційна ескадрилья              | Одеса       | 8 Мі-8, 2 Мі-6                   |                                    |
| 153-тя окрема змішана авіаційна ескадрилья              | Одеса       | Ан-24, Ан-26, Ту-134, Мі-8, Мі-9 |                                    |
| 208-ма окрема гелікоптерна ескадрилья РЕБ               | Буялик      | 14 Мі-8                          | Розформована 1998 року.            |
| 294-та окрема гелікоптерна ескадрилья РЕБ               | Раухівка    | 17 Мі-8                          | Розформовано наприкінці 1992 року. |
| 642-й гвардійський винищувальний авіаційний полк        | Вознесенськ | 53 МіГ-29, 8 МіГ-23УБ            | Розформовано.                      |
| 827-й окремий розвідувальний авіаційний полк            | Лиманське   | 30 Су-17М4Р                      |                                    |

14-та повітряна армія, Прикарпатський військовий округ, Львів
| Назва                                                    | Базування        | Озброєння                   | Зауваження |
| -------------------------------------------------------- | ---------------- | --------------------------- | --- |
| 48-й окремий гвардійський розвідувальний авіаційний полк | Коломия          | 16 МіГ-25РБТ/РУ, 12 Су-24МР | МіГ-25РБТ/РУ зняті з озброєння в 1995 році. Після розформування 827-го орап (Лиманське) полк отримав на озброєння Су-17М4Р. Розформовано 2004 року. 12 Су-24МР передані до Старокостянтинова, а решта літаків поставлені на зберігання або утилізовані. |
| 69-й бомбардувальний авіаційний полк                     | Овруч            | 30 Су-24М                   | 1993 року перебазовано в Черляни. Авіабаза Овруч стала місцем зберігання й утилізації літаків. |
| 76-й окремий полк зв'язку                                | Львів            |                             | |
| 92-й винищувальний авіаційний полк                       | Мукачеве         | 39 МіГ-29, 5 МіГ-23УБ       | У 1993 році перебазовано до Василькова. Розформовано 1994 року. |
| 114-й винищувальний авіаційний полк                      | Івано-Франківськ | 46 МіГ-29                   | |
| 209-та окрема гелікоптерна ескадрилья РЕБ                | Луцьк            | 11 Мі-8                     | Наприкінці 1992 року увійшла до складу 208-ї окремої гелікоптерної ескадрильї РЕБ (Буялик). |
| 244-й змішаний авіаційний полк                           | Львів            | 8 Мі-8, 1 Мі-6              | |
| 452-й окремий штурмовий авіаційний полк                  | Чортків          | 34 Су-25                    | Розформовано 2004 року. Боєздатні літаки передені до 299-ї бригади тактичної авіації. |
| 806-й бомбардувальний авіаційний полк                    | Луцьк            | 30 Су-24                    | |
| 947 бомбардувальний авіаційний полк                      | Дубно            | 30 Су-24                    | У 2000 році перебазовано в Луцьк |

17-та повітряна армія, Київський військовий округ
| Назва                                                                | Базування                                                            | Озброєння                                                            | Зауваження              |
| -------------------------------------------------------------------- | -------------------------------------------------------------------- | -------------------------------------------------------------------- | ----------------------- |
| 135-й окремий полк зв'язку                                           | Київ                                                                 |                                                                      |                         |
| 228-ма окрема гелікоптерна ескадрилья РЕБ                            | Бориспіль                                                            | 15 Мі-8                                                              |                         |
| 255-та окрема змішана авіаційна ескадрилья                           | Бориспіль                                                            | 7 Мі-8, 2 Мі-6                                                       |                         |
| Луганське вище військове авіаційне училище штурманів (ВВВАУШ/ЛВВАУШ) | Луганське вище військове авіаційне училище штурманів (ВВВАУШ/ЛВВАУШ) | Луганське вище військове авіаційне училище штурманів (ВВВАУШ/ЛВВАУШ) | Розформовано 1995 року. |
| 46-й навчальний авіаційний полк                                      | Луганськ                                                             | 40 Ан-26                                                             |                         |
| 130-й навчальний авіаційний полк                                     | Маріуполь                                                            | Ан-12БК                                                              |                         |
| 228-й навчальний авіаційний полк                                     | Багерове                                                             | 36 МіГ-21 й 20 Л-29                                                  |                         |
| Чернігівське вище військове авіаційне училище льотчиків (ЧВВАУЛ)     | Чернігівське вище військове авіаційне училище льотчиків (ЧВВАУЛ)     | Чернігівське вище військове авіаційне училище льотчиків (ЧВВАУЛ)     | Розформовано 1995 року. |
| 105-й навчальний авіаційний полк                                     | Конотоп                                                              | 101 Л-39                                                             |                         |
| 701-й навчальний авіаційний полк                                     | Чернігів                                                             | 101 Л-39                                                             |                         |
| 703-й навчальний авіаційний полк                                     | Городня                                                              | 101 Л-39                                                             |                         |
| Харківське вище військове авіаційне училище льотчиків (ХВВАУЛ)       |                                                                      |                                                                      |                         |
| 443-й навчальний авіаційний полк                                     | Велика Круча                                                         | 101 Л-39                                                             |                         |
| 809-й навчальний авіаційний полк                                     | Охтирка                                                              | 102 Л-39                                                             |                         |
| 810-й навчальний авіаційний полк                                     | Чугуїв                                                               | 103 МіГ-21                                                           |                         |
| 812-й навчальний авіаційний полк                                     | Куп'янськ                                                            | 102 МіГ-21                                                           |                         |

Авіаційна група дальньої авіації
| Назва                                                                     | Базування   | Озброєння             | Зауваження                                                                                   |
| ------------------------------------------------------------------------- | ----------- | --------------------- | -------------------------------------------------------------------------------------------- |
| 251-й гвардійський інструкторський важкий бомбардувальний авіаційний полк | Біла Церква | 27 Ту-16К             |                                                                                              |
| 199-й окремий гвардійський дальній розвідувальний полк                    | Ніжин       | ~30 Ту-22Р/РДК/П/У    | Останній полк, що використовував Ту-22 (до липня 1998 р.)                                    |
| 1006-й важкий бомбардувальний авіаполк                                    | Узин        | 23 Ту-95МС            |                                                                                              |
| 409-й авіаційний полк літаків-заправників                                 | Узин        | 21 Іл-78              |                                                                                              |
| 184-й гвардійський важкий бомбардувальний авіаційний полк                 | Прилуки     | 19 Ту-160             |                                                                                              |
| 185-й гвардійський важкий бомбардувальний авіаполк                        | Полтава     | 18 Ту-22М3, 6 Ту-16П  |                                                                                              |
| 341-й важкий бомбардувальний авіаційний полк                              | Озерне      | ~30 Ту-22К/КП/П/У     | Розформовано 1997 року. У 1998—1999 роках літаки перегнали для ліквідації на аеродром Ніжин. |
| 260-й важкий бомбардувальний авіаційний полк                              | Стрий       | 18 Ту-22М3, 23 Ту-16К | У 1993 році полк розформовано, Ту-22М3 перебазовано до Прилук, а Ту-16 утилізовано.          |

Військово-транспортна авіація
| Назва                                                    | Базування                                                | Озброєння                                                | Зауваження                                  |
| -------------------------------------------------------- | -------------------------------------------------------- | -------------------------------------------------------- | ------------------------------------------- |
| 6-та гвардійська військово-транспортна авіаційна дивізія | 6-та гвардійська військово-транспортна авіаційна дивізія | 6-та гвардійська військово-транспортна авіаційна дивізія | Розформовано 2001 року.                     |
| 37-й військово-транспортний авіаційний полк              | Арциз                                                    | 30 Іл-76МД                                               | Розформовано 1994 р.                        |
| 338-й військово-транспортний авіаційний полк             | Запоріжжя                                                | 28 Іл-76МД                                               | Розформовано 1998 р.                        |
| 363-й військово-транспортний авіаційний полк             | Кривий Ріг                                               | 30 Іл-76МД                                               | Розформовано 1997 р.                        |
| 7-ма військово-транспортна авіаційна дивізія             |                                                          |                                                          |                                             |
| 25-й гвардійський військово-транспортний авіаційний полк | Мелітополь                                               | 31 Іл-76М                                                | В 2003 в полк, згодом в 25 АБ та 25-ту БрТА |
| 175-й військово-транспортний авіаційний полк             | Мелітополь                                               | 30 Іл-76                                                 | Розформовано 1994 року.                     |
| 369-й військово-транспортний авіаційний полк             | Джанкой                                                  | 31 Іл-76МД                                               | Розформовано 1997 року.                     |

Авіаційні центри
| Назва                                                             | Базування                                                         | Озброєння                                                         | Зауваження              |
| 1270-й навчальний авіаційний центр перепідготовки льотного складу | 1270-й навчальний авіаційний центр перепідготовки льотного складу | 1270-й навчальний авіаційний центр перепідготовки льотного складу |                         |
| ----------------------------------------------------------------- | ----------------------------------------------------------------- | ----------------------------------------------------------------- | ----------------------- |
| 702-й навчальний авіаційний полк                                  | Умань                                                             | 136 МіГ-21                                                        |                         |
| 29-й інструкторський бомбардувальний авіаційний полк              | Бердянськ                                                         | 60 Су-24                                                          | Розформовано 1997 року. |

БПЛА
| Назва                                                           | Базування        | Озброєння | Зауваження              |
| --------------------------------------------------------------- | ---------------- | --------- | ----------------------- |
| 379-й окремий полк дистанційно пілотованих літальних апаратів   | Старокостянтинів | ВР-2      |                         |
| 383-й окремий полк дистанційно пілотованих літальних апаратів   | Хмельницький     | ВР-3      |                         |
| 94-та окрема ескадрилья безпілотних засобів розвідки            | Харків           | ВР-2      | Розформована 1996 року. |
| 321-ша окрема ескадрилья безпілотних засобів розвідки           | Раухівка         | н/д       |                         |
| 4-та окрема гвардійська ескадрилья безпілотних засобів розвідки | Дашів            | ВР-2      |                         |

## Див.також
- Дальня авіація України
- Армійська авіація України
- Список авіабаз України

## Зауваження
1. ↑  Був сформований на початку кримських подій 2014 року. Вихідне місце дислокації – район м. Цюрупинськ Херсонської області.